# Вікофорте
Вікофорте (італ. Vicoforte, п'єм. Vi) — муніципалітет в Італії, у регіоні П'ємонт,  провінція Кунео.
Вікофорте розташоване на відстані близько 470 км на північний захід від Рима, 80 км на південь від Турина, 24 км на схід від Кунео.
Населення — 3124 особи (2014).
Щорічний фестиваль відбувається 1 червня. Покровитель — San Teobaldo.

## Демографія
Населення за роками:

Станом на 1 січня 2023 року в муніципалітеті офіційно проживали 154 іноземці з 34 країн, серед них 72 громадяни країн Євросоюзу та 1 громадянин України.

## Сусідні муніципалітети
- Бріалья
- Монастеро-ді-Васко
- Мондові
- Монтальдо-ді-Мондові
- Нієлла-Танаро
- Сан-Мікеле-Мондові
- Торре-Мондові